# Cuba Libre (serie documental)
Cuba Libre es una serie documental para televisión de 2016. Presenta la historia de Cuba desde la época colonial hasta la actualidad. Consta de 8 episodios y fue publicada en Netflix el 8 de diciembre de 2016.

## Producción y concepto
Se entrevistó a más de 50 expertos internacionales para Cuba Libre, tanto partidarios como opositores de Fidel Castro y de su predecesor Fulgencio Batista. Entre ellos se encuentra el exagente de inteligencia de Cuba, Juan Antonio Rodríguez Menier, y el exdelegado de la KGB en Latinoamérica Nikolai Leonov. El compañero del Che Guevara, Dariel Alarcón, y el agente de la CIA, Félix Rodríguez, la antigua amante de Fidel Castro, Marita Lorenz, y su antiguo guardaespaldas, Carlos Calvo, la nieta del jefe de la mafia, Meyer Lansky, el famoso novelista cubano Leonardo Padura, y el último jefe de Estado de la RDA y amigo personal de los hermanos Castro, Egon Krenz.

## Episodios
| No. | Título                 | Estreno original       |
| --- | ---------------------- | ---------------------- |
| 1   | Breaking Chains        | 8 de diciembre de 2016 |
| 2   | War and Sugar          | 8 de diciembre de 2016 |
| 3   | Gangster's Paradise    | 8 de diciembre de 2016 |
| 4   | A Ragtag Revolution    | 8 de diciembre de 2016 |
| 5   | Making Heroes          | 8 de diciembre de 2016 |
| 6   | Of Soviets and Saviors | 8 de diciembre de 2016 |
| 7   | Secrets and Sacrifices | 8 de diciembre de 2016 |
| 8   | Moments of Transition  | 8 de diciembre de 2016 |